# 张仲鲁 (主播)
张仲鲁（1988年5月10日—），山东青岛人，中国传媒大学、德州学院毕业，中国中央电视台新闻频道主播。

## 生平
1988年5月10日，张仲鲁出生在山东省青岛市。2006年，张仲鲁考入德州学院教育科学学院应用心理学专业。2010年，张仲鲁考入中国传媒大学。
2012年，张仲鲁加盟中国中央电视台工作，在中国中央电视台新闻频道主播《午夜新闻》《新闻直播间》《晚间新闻》《朝闻天下》，并且给《每周质量报告》和《世界周刊》配音。

## 新闻节目
- 《午夜新闻》
- 《新闻直播间》
- 《晚间新闻》（2020年12月27日起）
- 《朝闻天下》